# Torre de Bell-lloc
La torre de Bell-lloc fou una construcció situada en territori de l'actual barri de Sant Andreu del Palomar de Barcelona, actualment desapareguda.

## Història
De possible origen romà i vinculada a la centuriació del territori, documentalment és coneguda la vinculació de l'edifici defensiu medieval a la custòdia del proper Rec Comtal, restant alhora ubicat al peu de l'antiga Strata Subteriora, possiblement on actualment hi ha unes instal·lacions d'Hidroelèctrica de Catalunya (ENDESA).
Es coneix que la torre estava assentada sobre una vil·la romana, malgrat que no hi ha restes arqueològiques que ho justifiquin. L'actual alteració de part del traçat del Rec Comtal per diverses obres permet fixar-ne la hipotètica situació. Potser aprofitada estructuralment en moments posteriors, es podria considerar com a hipòtesi de treball que l'antiga fortificació es transformà en la coneguda Can Vinyes, explotació agrària que perdurà fins a la construcció de les casernes de Sant Andreu en el primer terç del segle xx.